# Pelle Erobreren (roman)
 Denne artikel omhandler romanserien af Martin Andersen Nexø. For filmen, se Pelle Erobreren (film).
Pelle Erobreren er en roman i fire dele (Barndom, Læreår, Den store kamp og Gryet) af Martin Andersen Nexø og udkom på Gyldendal 1906-10. Den kom langt senere som tranebog.
Hovedpersonen er Pelle, der er søn af svenskerne Lasse og Bengtha. Efter Bengthas død flytter Lasse og Pelle til Bornholm og får plads på proprietærgården Stengården, hvor de har laveste rang. De bor i et hjørne af kostalden. Men trods vilkårene er Pelle fuld af gåpåmod og livslyst. Efter mange genvordigheder på gården og i landsbyskolen bliver Pelle skomagerlærling, og som udlært flytter han til København.
Hans drøm er at erobre verden og gøre den til et bedre sted at leve i for den samfundsklasse han tilhører. Det resulterer i, at han kæmper og deltager aktivt i arbejderbevægelsens kamp for retfærdighed.
Romanens første del blev i 1987 filmatiseret af Bille August som filmen Pelle Erobreren.

## Handling

### Gryet
I den fjerde og sidste bog i romanen ”Pelle Erobreren” vender Pelle hjem fra tugthuset til sin kone og sine børn. Han har to børn med sin kone, Ellen, men da han kommer hjem, er der et tredje barn, nemlig hans tidligere nabos barn. En ganske ung pige Pelle gjorde gravid, som døde i barselsseng. Barnet er Pelles og derfor har Ellen taget sig af det.  
Det første lange stykke tid er det Ellen, der tjener til dagligdagen. Pelle starter selv som skomager, da han ikke er i stand til at finde et arbejde. Skomagertjansen giver ikke mange penge. 
Ellen har en drøm om at åbne et hotel for artister. Pelle vil ikke stå i vejen for hendes lykke og låner pengene til hende af en ågerkarl. Det går dog ikke helt som planlagt med det lille hotel, og familien kommer nu virkelig i pengeproblemer. En rigmand og ven ved navn Brun hjælper dem dog ud af kniben ved at betale deres gæld. Pelle låner flere penge af Brun og starter også sin egen lille skomagerfabrik. Det går nu fremad for familien, og de beslutter at flytte på landet i et hus, kaldet Gryet. Ved hjælp af Bruns penge lykkes det Pelle at købe huset, grundene omkring og at bygge nye huse. Dette skal fungere som bolig og fællesskab for arbejderne på Pelles fabrik. Byggeriet går stødt fremad, og bogen ender lykkeligt.
Det ender med, at Pelle virkelig sejrer på alle fronter. Han bliver i stand til at forsørge sin familie, han får succes med skofabrikken og med andre store projekter, han skaber gennem dette også nye arbejdspladser, og han får endda overskud i hverdagen til at have andre folk boende og tid til at tænke mere på sin familie.
| Bog | Spire Denne artikel om bøger og tidsskrifter er en spire som bør udbygges. Du er velkommen til at hjælpe Wikipedia ved at udvide den. |